# 俄羅斯正教會神聖公會議

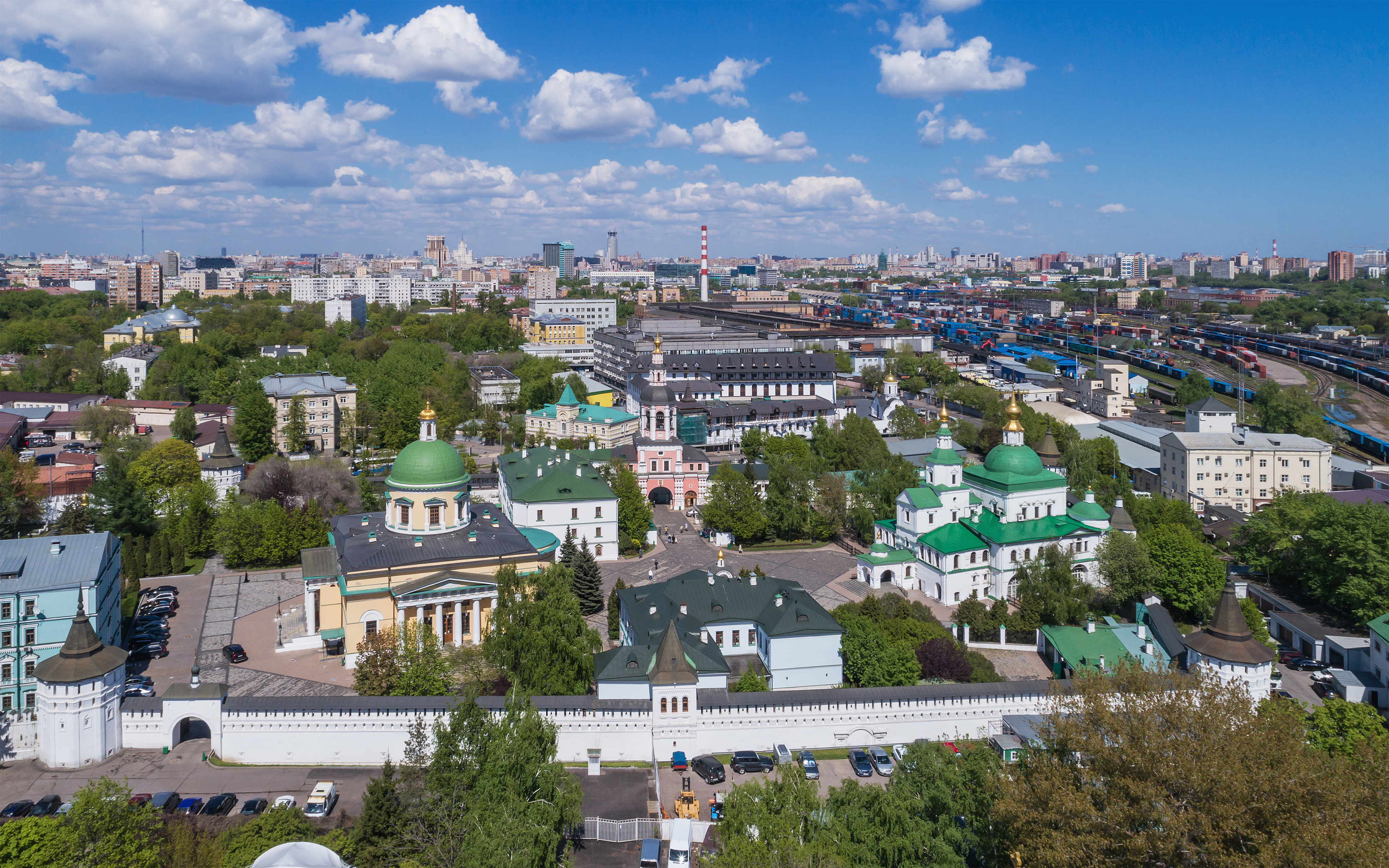
牧首及至圣主教公会驻于莫斯科丹尼洛夫修道院中

俄罗斯正教会神圣公会议（羅馬化：Svyashchennyy sinod Russkoy pravoslavnoy tserkvi）是俄罗斯正教会主教会议召开期间的最高行政机关。每年分两季度召开，夏季（三月至八月）以及冬季（九月至二月）。

## 成员
至圣主教公会的成员包括主席、常任委员與临时委员。常任委员包括基辅及全乌克兰都主教、库鲁提基及科洛姆纳都主教、圣彼得堡及拉多加都主教、明斯克及斯卢茨克都主教、基希纳乌及全摩尔多瓦都主教、阿斯塔纳及哈萨克斯坦都主教、塔什干及乌兹别克斯坦都主教、对外关系部部长與莫斯科牧首区秘书长。临时委员按主教资历，每届举行会议时召集。主教祝圣两年之内没有资格参加主教公会。

## 主席
- 基里尔牧首, 莫斯科及全罗斯牧首。[2]

### 常任委员
- 歐諾菲力·別列佐夫斯基，基辅及全乌克兰都主教。
- 尤文纳利·波雅尔科夫，库鲁提基及科洛姆纳都主教。
- 瓦索诺菲·苏达科夫，圣彼得堡及拉多加都主教、秘书长。
- 本杰明·图佩科，明斯克及斯卢茨克都主教。
- 弗拉基米尔·坎塔里安，基希纳乌及全摩尔多瓦都主教。
- 亚历山大·莫吉廖夫，阿斯塔纳及哈萨克斯坦都主教。
- 文森特·莫拉勒，塔什干及乌兹别克斯坦都主教。
- 安东尼 (塞甫留克)，克森尼索及西欧都主教，对外关系部部长。